# Jean-Jacques Mayoux
Jean-Jacques Mayoux, né le 27 janvier 1901 à Paris où il est mort le 19 décembre 1987, est un critique littéraire français, professeur de littérature anglaise à la Sorbonne de 1951 à 1973.

## Biographie
Après des études à Paris, au Collège Rollin, au Lycée Louis-le-Grand, à la Sorbonne et à l'Exeter University College, il est agrégé d'anglais en 1923, docteur ès-lettres en 1933. Maître de conférences (Lecturer puis senior lecturer) de langue et de littérature françaises à l'Université de Liverpool de 1925 à 1936, il devient maître de conférences de langue et littérature anglaises à l'Université de Nancy en 1936.
Résistant de Ceux de la Résistance (CDLR), il est délégué de ce mouvement à l'Assemblée consultative provisoire d'Alger puis à Paris (1943-1945). Directeur de l'Institut International de Coopération Intellectuelle de 1945 à 1946, il fut aussi signataire du Manifeste des 121 sous-titré « Déclaration sur le droit à l’insoumission dans la guerre d’Algérie », paru en septembre 1960.